# Lillers
 Lillers  es una población y comuna francesa, situada en la región de Norte-Paso de Calais, departamento de Paso de Calais, en el distrito de Béthune y cantón de Lillers.

## Historia
Fue parte del Condado de Artois, anexionado a los Países Bajos de los Habsburgo en 1482, durante la guerra franco-española fue tomada por Francia en 1645, posesión confirmada en el tratado de los Pirineos.

## Demografía
| 9158 | 9436 | 9421 | 9509 | 9666 | 9775 |
| Para los censos de 1962 a 1999 la población legal corresponde a la población sin duplicidades (Fuente: INSEE [Consultar]) |      |      |      |      |      |